# Tozzo

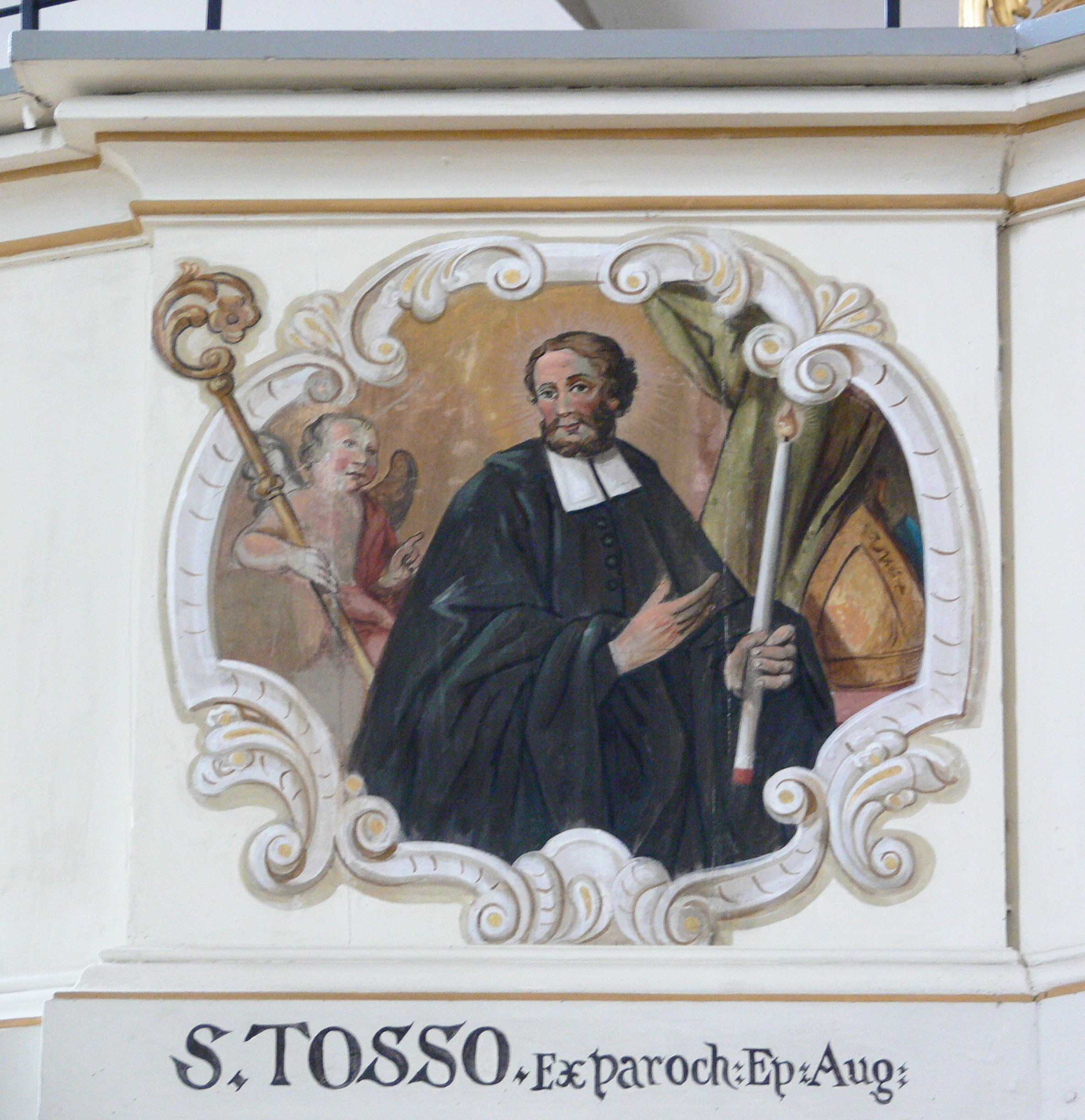
Orgelempore, Stiftskirche Heilig Kreuz, Horb am Neckar

Der Heilige Tozzo (Tosso) († 16. Januar 778 in Augsburg) war vermutlich vom April 772 bis 778 Bischof von Augsburg.
Von ihm ist nur bekannt, dass er als Benediktiner-Mönch im Kloster Murbach lebte, bevor er als Prediger und Seelsorger im Allgäu umherzog. Der hl. Magnus von Füssen soll ihn bei König Pippin als Bischof vorgeschlagen haben. Tozzo war ein enger Vertrauter von Bischof Wikterp und folgte ihm 772 nach dessen Tode nach. Als Bischof von Augsburg soll Tozzo den Hl. Magnus beerdigt haben. Etwa 778 dürfte Tozzo in Augsburg gestorben und bei St. Afra begraben worden sein.
Gedenktag: 16. Januar